# Dustin Molicki
Dustin Molicki (Calgary, 13 augustus 1975) is een Canadees voormalig langebaanschaatser. Hij was gespecialiseerd in allroundschaatsen, met de middellange en lange afstanden als favoriet. Hij werd in 2001 en 2002 vijfde tijdens de WK allround.

## Persoonlijk records
| Afstand      | Tijd     | Datum            | Baan           |
| ------------ | -------- | ---------------- | -------------- |
| 500 meter    | 36,19    | 3 februari 2002  | Calgary        |
| 1000 meter   | 1.10,37  | 13 maart 2005    | Calgary        |
| 1500 meter   | 1.46,00  | 19 februari 2002 | Salt Lake City |
| 3000 meter   | 3.49,43  | 29 oktober 2005  | Calgary        |
| 5000 meter   | 6.26,29  | 9 februari 2002  | Salt Lake City |
| 10.000 meter | 13.34,58 | 21 december 2001 | Calgary        |

## Resultaten
| Jaar | CK N-Amerika | WK Allround | WK Afstanden | Olympische Spelen               | Wereldbeker | WK Junioren |
| ---- | ------------ | ----------- | ------------ | ------------------------------- | ----------- | ----------- |
| 1999 |              | 19e         | 20e 5000m    |                                 |             |             |
| 2000 |              |             |              |                                 |             |             |
| 2001 | 3e           | 5e          | 10e 5000m    |                                 |             |             |
| 2002 |              | 5e          |              | 12e 1500m 11e 5000m 16e 10.000m |             |             |
| 2003 |              | 15e         |              |                                 |             |             |